# Queen of Blood
Pour plus de détails, voir Fiche technique et Distribution.
Queen of Blood est un film de science-fiction horrifique américain réalisé par Curtis Harrington et sorti en 1966.
Queen of Blood est un remake voire un plagiat des films soviétiques Au-devant du rêve (Мечте навстречу, 1963) et L'Appel du ciel (Небо зовёт, 1959). Toutes les séquences dans l'espace et les scènes sur la planète Mars proviennent des films soviétiques,. Harrington a réalisé Queen of Blood à la suite de Voyage sur la planète préhistorique (1965), qui incorporait également des séquences des films soviétiques.

## Synopsis
Après que des extraterrestres ont contacté la Terre par radio pour informer les humains de leur visite imminente, leur vaisseau ambassadeur s'écrase sur Mars. Les astronautes en mission de sauvetage ne retrouvent qu'une survivante à la peau verte, une femme à l'appétit insatiable de vampire.

## Fiche technique
- Titre original anglais : Queen of Blood[3]
- Réalisation : Curtis Harrington
- Scenario : Curtis Harrington
- Photographie :	Vilis Lapenieks
- Montage : Leo H. Shreve
- Musique : Leonard Moran
- Production : Samuel Z. Arkoff, George Edwards
- Société de production : Cinema West Productions
- Société de distribution : American International Pictures
- Pays de production :  États-Unis
- Langue originale : anglais américain
- Format : couleurs par Pathécolor - 1,85:1 - Son mono
- Durée : 81 minutes
- Genre : science-fiction horrifique
- Dates de sortie :
  - États-Unis : 2 mars 1966

## Distribution
- John Saxon : Allan Brenner
- Basil Rathbone : Dr. Farraday
- Judi Meredith : Laura James
- Dennis Hopper : Paul Grant
- Florence Marly : la reine extraterrestre
- Robert Boon (en) : Anders Brockman
- Don Eitner : Tony Barrata